# Vincent Tong
Vincent Tong (nacido el 2 de mayo de 1980) es un actor de voz y director canadiense. Sus papeles de voz incluyen Gene Khan/El Mandarin en Iron Man: Aventuras de Hierro, Toro en Sushi Pack, Henry en Kid vs. Kat, Daniel en Voltron Force, Kai en Ninjago y Jestro en Nexo Knights. También prestó su voz a Euden en Dragalia Lost antes de ser reemplazado por Victor Hunter.

## Filmografía

### Anime
- Beyblade Burst – Ukyo Ibuki
- Death Note – Touta Matsuda, Reportero de Campo
- Gintama – Sogo Okita
- Nana – Kinoshita
- Slam Dunk – Tetsushi Shiozaki
- Saiunkoku Monogatari[1] – Yushun Tei (Jun Yu), Guardia #2

### Animación
- 16 Hudson
- Bob el Constructor – Muck (Estados Unidos), Brandon (Estados Unidos)
- Chip and Potato - Señor Badger-Fox, Señor Buffalo, Pa Fant, Roy Razzle, Ray Razzle
- Chuck's Choice – Joey Adonis, Camarógrafo de la Escuela
- Corner Gas Animated – Voz de Audio Libro, Payaso, Imitador #2, Jason Steele, Kyle, Hombre Hipster, Nueva Aspiradora, Ravi, Won Hu
- The Deep – Anteo (hormiga) Nekton, Tripulante Pirata #2, Oficial de WOA, Guardia #1 (1), Pescador #1, Guardia #2 (2), Frank, Capitán de Salvamento (2), Glaucus
- Dinotrux – Chunk, Navs, Lavado, Ankylodump #1, Craneosaurio #1, Craneosaurio, Jaffa
- Exchange Student Zero - John, Nephlan 1, Sensei
- Gigantosaurus – Trey
- Hero 108 - Yan Ching
- Iron Man: Aventuras de Hierro – Gene Khan/El Mandarin
- Kid vs. Kat – Henry
- Kong: King of the Apes – Danny Quon, Chatter, Chico Joven, Oficial Egipcio
- Lego Elves – Tidus Stormsurfer
- Lego Jurassic World: Legend of Isla Nublar – Doctor Henry Wu, Miembro del Equipo de Seguridad #1, Señor DNA, Equipo de Seguridad, Empleado del Parque, Hombre Feliz, Dino Entrenador, Gerente del Hotel, Niño #3, Miembro del Equipo de Reparación, Markus, Trabajador del Parque (2)
- Lego Jurassic World: The Secret Exhibit – Doctor Henry Wu, Niño, Capitán, Miembro del Equipo de ACU
- Ninjago – Kai, Detective Bueno, Doblón, Lizaru, Chokun, Ray, Imbécil, Soldado Constrictai (2), Juez Amortiguado, Niño más Pequeño, Controlador de Metro #1, Soldado Venomari, Serpentine Soldier, Soldado Serpentine (2), Kai Bizarro, Policía, Startooth, Mini Explorador, Explorador Guerrero #2, Tommy, Nindroide, Miembro de Rescate #2, Computadora, Voz de Computadora, Thug, Propietario del Restaurante, Guardia #1 (2), Seguridad #2, Dirigible de Rex, Fantasma Enojado, Niño con Brazo Roto, Peatón Enojado, Carroñero, Máscara Blanca, Motorista #1 (1), Motorista, Policía (1), Soldado SOG, Piloto SOG
- Lego Nexo Knights – Jestro, Jousting Bieber
- Littlest Pet Shop: A World of Our Own – Señor Yut, Austin Goldenpup, Scoot Raccoonerson, Hoffman Beary, Vendedor de Tiburones, Guacamayo Capataz, Trabajador de Carnaval de Hurón, Operador de Paseo, Ranger Greatpup, Walrus, Parrot, Sanders Pupson, Monstruo Rana
- Llama Llama]] – Oficial Flamingo, Daddy Gnu
- LoliRock – Mephisto[2]
- Mack & Moxy – Blump, Pequeña Ave
- Max Steel (serie de televisión de 2013) - Vendedor, Voz del Comandante Parker
- Mega Man Fully Charged – Mega Man
- My Little Pony: La magia de la amistad – Príncipe Blueblood, Pony Joe, Garble, Doughnut Joe, Flash Sentry, Dignatario, Duque de Maretonia, Cambiante Amarillo, Guardia del Trono Gris 2, Feather Bangs, Aldeano, Rumble (S7E21), Sandbar, Aldeano Escéptico de Somnambula, Cambiante Ilusorio #2
- Nerds and Monsters – Irwin Chang-Stein, Monstruo Joven 1, Planta de Pimiento Devorador de Hombres, Monstruo de Lucha 1
- Noonbory and the Super Seven – Noonbory, Bigotes en Botas, Bakerbory
- Pac-Man y las aventuras fantasmales – Maestro Goo
- Planeta X – Dan Zembrowsky
- Polly Pocket – Nicholas, Alcalde Kisser, Neil, Eduardo
- Bajoterra - Bartolomé, Guardia Celular de Quentin
- Storm Hawks – Guardia de Raptor
- Super libro - Aaron (2)
- Super Dinosaur – KAL/Erupticus
- Super Monsters – Drac, Señor Gabmore, Profesor de Mandarín, Henri en Botas, Luigi, Niño Hombre Lobo, Invitado a la Fiesta #3
- Sushi Pack – Toro
- Voltron Force – Daniel, Robot Pedicab, Oficial de Comunicaciones
- The Epic Tales of Captain Underpants – Voces Adicionales (Sin Acreditar)
- Príncipe de los Dragones – Príncipe Kasef

### Películas
- Bob el Constructor: Mega Máquinas – Muck (Estados Unidos)
- Barbie: moda mágica en París - Hotdogeteria Guy
- Barbie: Escuela de Princesas – Príncipe Nicholas, Guardia #2
- L.O.R.D: Legend of Ravaging Dynasties - Silver
- My Little Pony: Equestria Girls – Flash Sentry
- My Little Pony: Equestria Girls - Los juegos de la amistad – Flash Sentry, Conductor de Autobús
- My Little Pony: Equestria Girls - La leyenda de Everfree – Flash Sentry, Sándalo
- My Little Pony: Equestria Girls - Rainbow Rocks – Flash Sentry, Brawly Beats (Sin Acreditar)
- Ratchet & Clank – Brax Lectrus, Solana Trooper
- La fiesta de las salchichas – Pislitz Chips, Juicebox, Jamaican Rum
- Bajoterra: El regreso de las Elementales – Junjie
- Super Monsters Furever Friends - Drac, Luigi, Señor Gabmore
- They Wait – Joven Xiang
- The Willoughbys – Gemelos Barnaby
- Diary of a Wimpy Kid: Rodrick Rules – Leland

### Videojuegos
- Prototype 2 – Voces Adicionales
- Puzzle Fighter – Ryu, Ken Masters[3]
- Dragalia Lost – Euden

### Acción real
- Death Note – Touta Matsuda
- Death Note 2: The Last Name – Touta Matsuda

### Director de Voz
- Shank 2